# Bryonieae
Bryonieae — триба рослин родини гарбузових, яка включає 15 видів з Північної Африки, Європи та Західної, Центральної й Південної Азії.

## Склад триби
- Austrobryonia[1]
  - 4 види — ендеміки континента Австралія
- Bryonia
  - 10 видів —  Північна Африка, Європа, Західна, Центральна та Південна Азія[2]
- Ecballium
  - Ecballium elaterium — Північна Африка, Європа, Західна Азія[3]